# Anmitsu
Anmitsu (Japans: あんみつ) is een traditioneel Japanse wagashi (zoetwaar) dat al sinds 1930 erg populair is.
Het is in wezen een schaaltje geserveerd met daarin verschillende zoete ingrediënten en vergelijkbaar met de Nederlandse bowl. Dit zijn vaak bolletjes mochi, kleine kanten-blokjes (wit-doorzichtige agargelei, dat van zeewier gemaakt wordt), zoete anko-pasta gemaakt van "adukibonen" (het an in anmitsu) en verschillende soorten fruit. Het fruit kan meloen, sinaasappel, ananas of aardbei zijn, wat kan verschillen van seizoen tot seizoen, afhankelijk van de beschikbaarheid. De anmitsu wordt meestal geserveerd met een klein kannetje zoete donkere suikersiroop, genaamd "kuromitsu" (de mitsu in anmitsu) die men over de gelei giet. Anmitsu wordt meestal met lepel en vork gegeten.

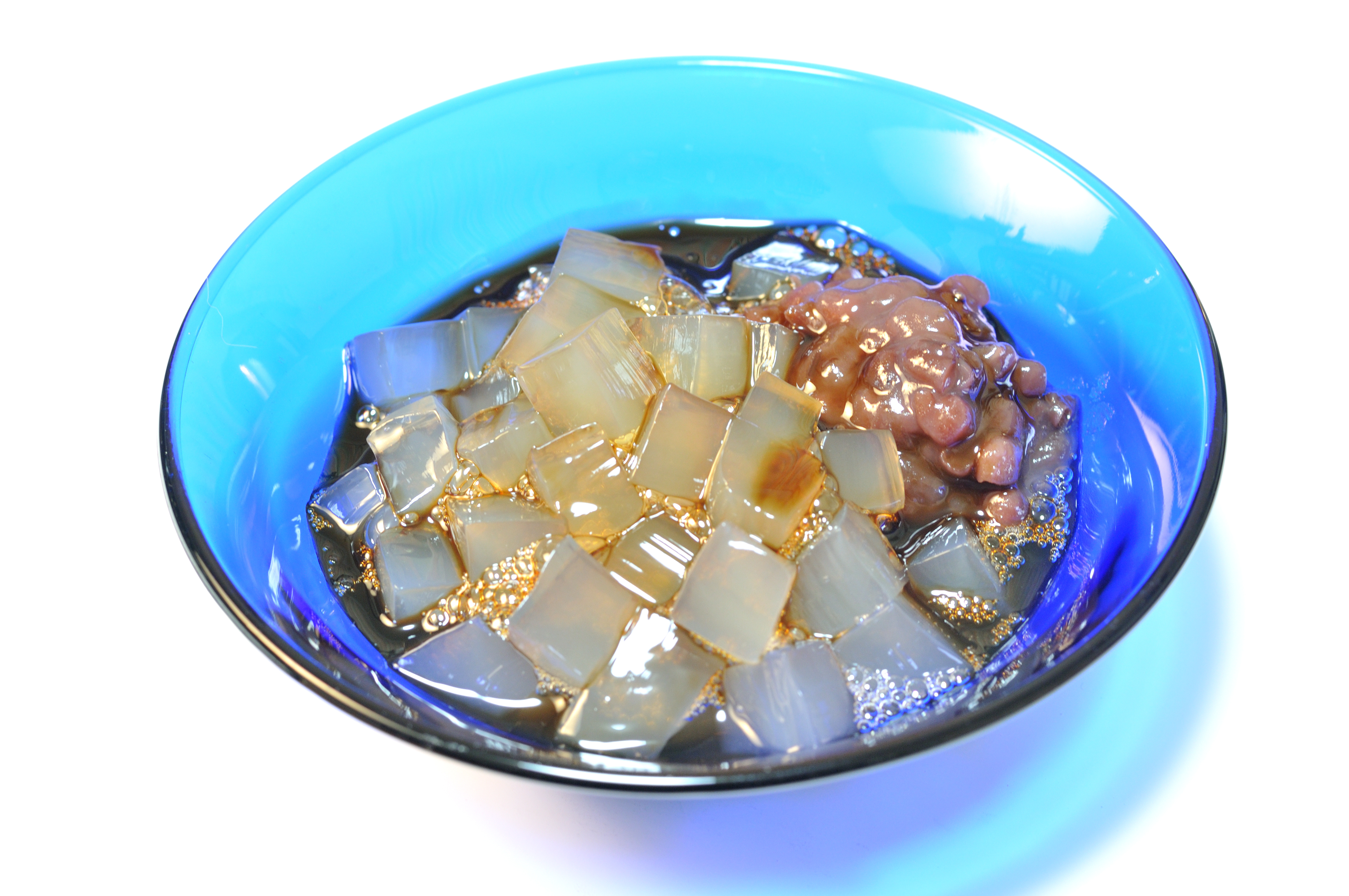
Anmitsu met veel kanten-blokjes
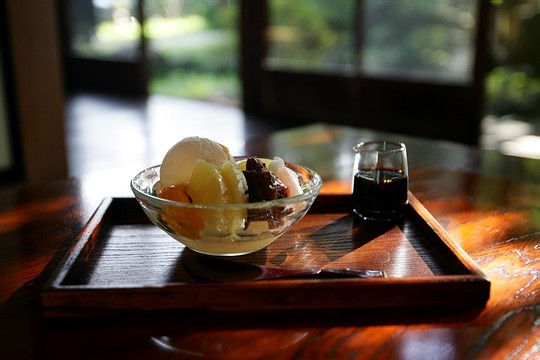
Anmitsu geserveerd met een kannetje kuromitsu (donkere suikersiroop)
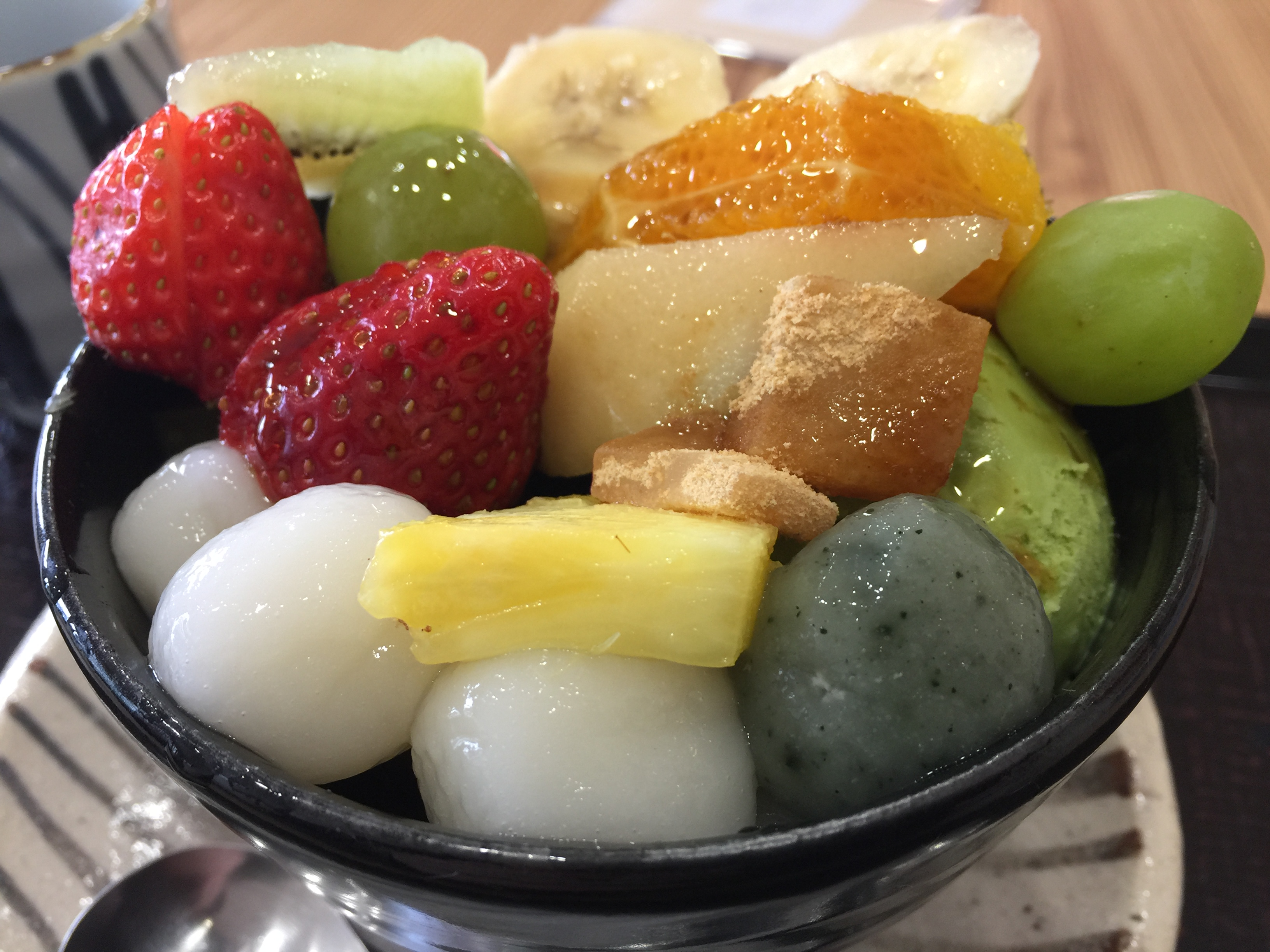
Anmitsu met veel fruit en mochi-balletjes
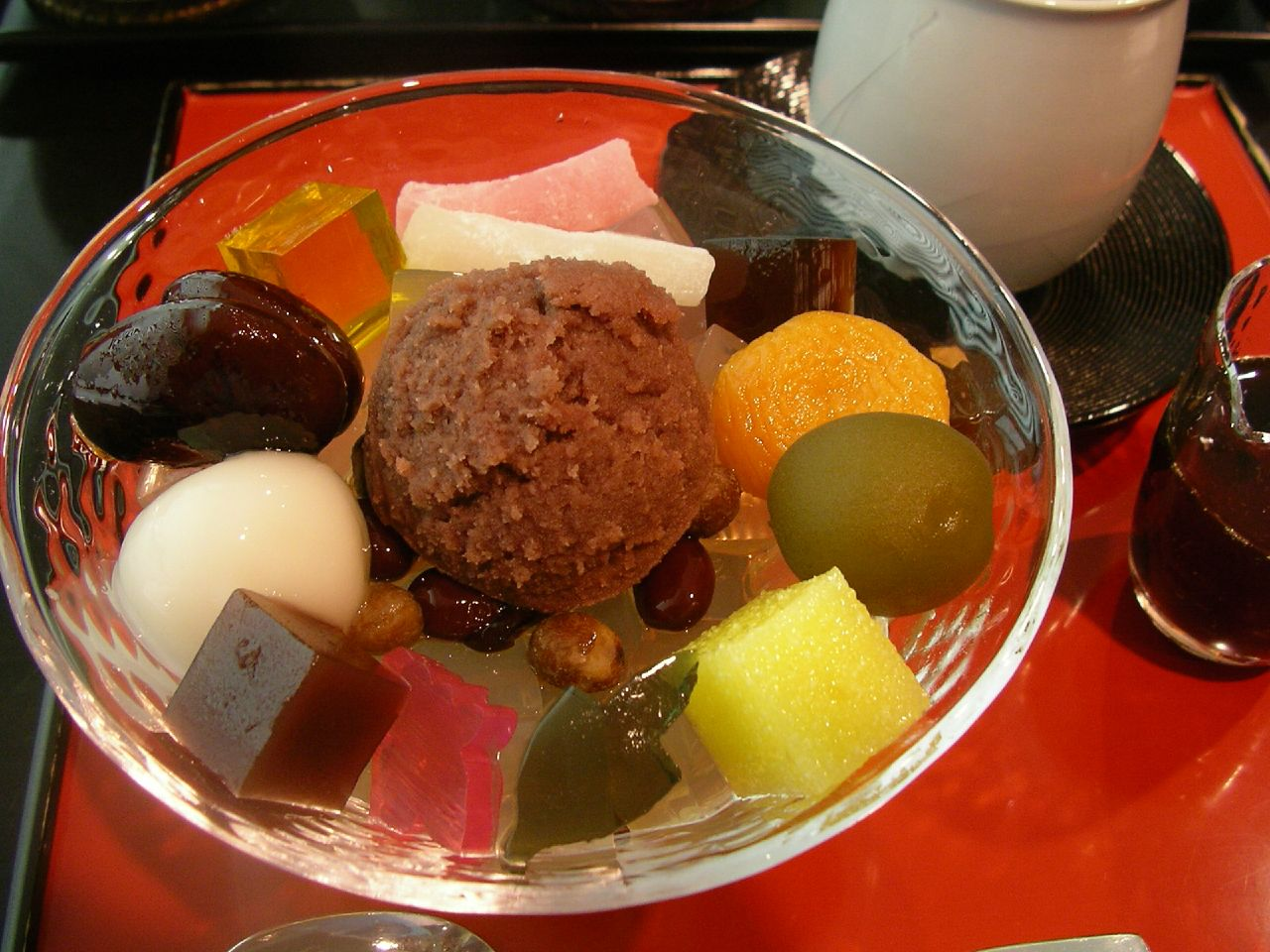
Anmitsu met in het midden een bolletje anko (zoete rodebonenpasta) en daaromheen kanten-blokjes, fruit en mochi-balletjes.

Anmitsu is een populaire variatie op het oudere gerecht mitsumame (みつまめ). In feite is anmitsu een mitsumame met anko (rodebonenpasta) toegevoegd, vandaar an.